# Носенко, Владимир Иванович
Владимир Иванович Носенко (род. 7 мая 1944) — российский дипломат. Чрезвычайный и полномочный посланник 2 класса (5 марта 1995).

## Биография
В 1961 году окончил среднюю школу № 110 в Москве.
Окончил Московский государственный институт международных отношений (МГИМО) МИД СССР (1967). Кандидат исторических наук. На дипломатической работе с 1992 года. Владеет арабским и английским языками.
- В 1992—1993 годах — заместитель начальника Управления в Департаменте Африки и Ближнего Востока МИД России.
- В 1993—1998 годах — советник-посланник Посольства России в Израиле.
- С октября 1998 по декабрь 2001 года — заместитель директора Департамента внешнеполитического планирования МИД России.
- С 5 декабря 2001 по 26 августа 2005 года — чрезвычайный и полномочный посол Российской Федерации в Султанате Оман[2][3].